# WandaVision
WandaVision este un miniserial american creat de Jac Schaeffer pentru serviciul de streaming Disney+, care prezintă personajele Marvel Wanda Maximoff și Vision. Fiind parte din Universul Cinematografic Marvel, reprezintă o continuare a francizei și are loc după evenimentele din Avengers: Endgame (2019). WandaVision a fost produs de studiourile Marvel, cu Shaeffer ca scriitor principal și Matt Shakman ca regizor.
Elizabeth Olsen și Paul Bettany își joacă rolurile de Wanda Maximoff/Scarlet Witch și Vision, cu Teyonah Parris și Kathryn Hahn în roluri secundare.
Filmările au început în Atlanta, Georgia în noiembrie 2019, înainte ca producția să fie oprită în martie 2020, din cauza pandemiei de Covid. Filmările s-au reluat în septembrie 2020 în Los Angeles și s-au încheiat în noiembrie.
WandaVision a avut premiera primelor două episoade pe 15 ianuarie 2021 și are în total nouă episoade, ultimul apărând pe 5 martie 2021. Este primul serial din Faza Patru a Universului Cinematografic Marvel. Serialul a primit recenzii pozitive din partea criticilor pentru formaturile de sit-com și decoruri, poveste și jocul actorilor.
WandaVision este direct legat de viitorul film Marvel, Doctor Strange in the Multiverse of Madness (2022), în care Olsen își va relua rolul de Wanda Maximoff.